# Université de Bradford
L'université de Bradford est une université publique anglaise située à Bradford. Elle a été fondée en 1966.

## Composantes
L'université est composée de sept départements :
- Faculté d'ingénierie, de design et de  technologie
- Faculté d'études de la santé
- Faculté d'informatique et des médias
- Faculté des sciences du vivant
- Faculté de management
- Faculté d'études sociales et internationales (y compris l'irénologie)
- Faculté de formation continue.

## Professeurs célèbres
- Uduak Archibong

## Étudiants célèbres
- Stella Chinyelu Okoli (1944-), pharmacienne, entrepreneure et philanthrope nigériane
- Paula Venells (1959-), femme d'affaires britannique et prêtre anglican.